# Myszarka tajwańska
Myszarka tajwańska (Apodemus semotus) – gatunek gryzonia z rodziny myszowatych (Muridae), występujący endemicznie na Tajwanie. 

## Systematyka
Takson po raz pierwszy opisany naukowo w 1908 roku przez O. Thomasa jako gatunek. Bywała później uznana za podgatunek myszarki zaroślowej (A. sylvaticus), inni autorzy wskazywali na jej pokrewieństwo z myszarką smoczą (A. draco), której może być podgatunkiem. Obecnie zwykle jest uznawana za odrębny gatunek.

## Nazewnictwo
Nazwa rodzajowa pochodzi od greckiego słowa άπόδημος apodemos – „poza domem, za progiem”. Epitet gatunkowy semotus oznacza „odległy, daleki”.

## Biologia

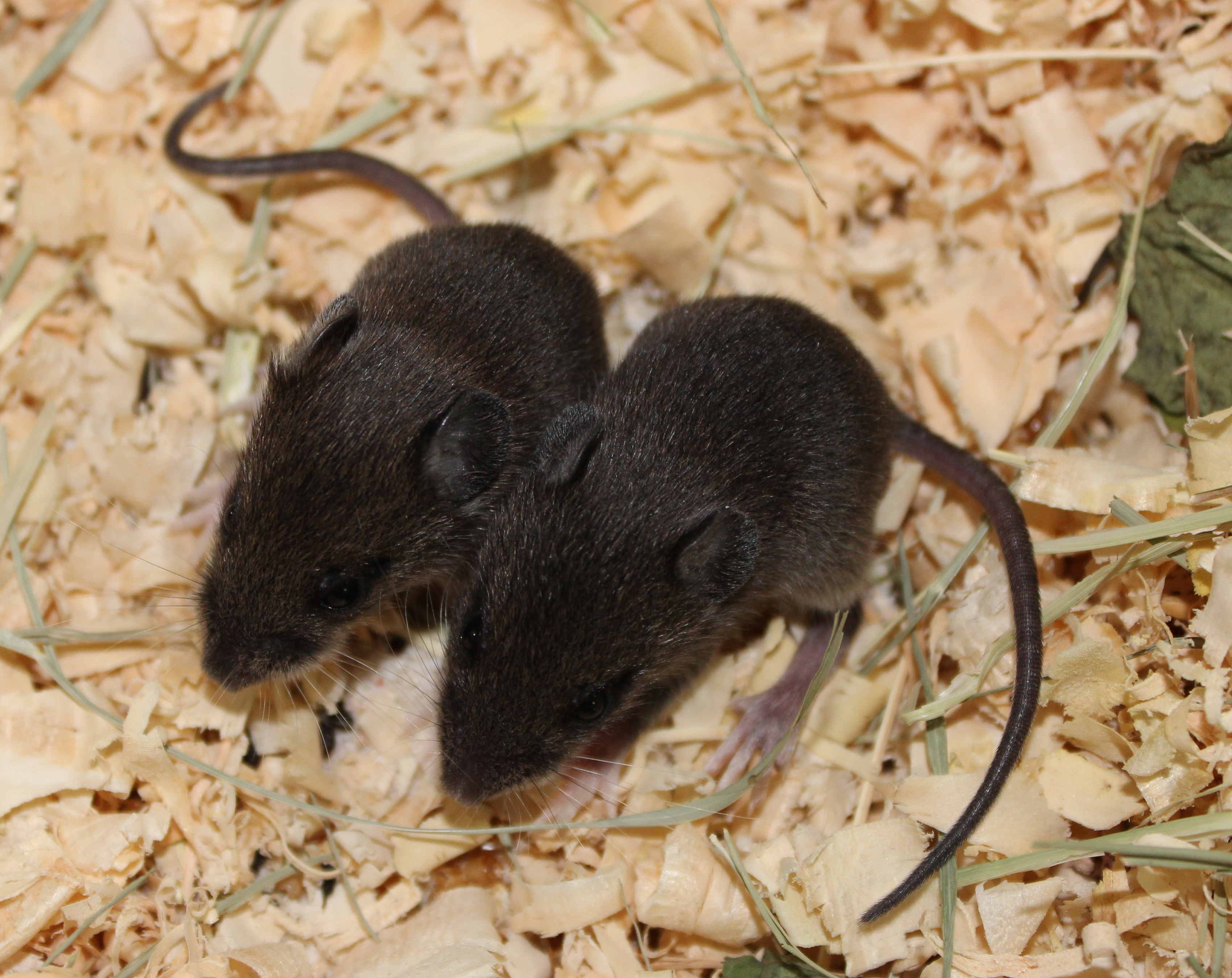
Dwa młode gryzonie

Myszarka tajwańska żyje wyłącznie na Tajwanie. Jest to gatunek górski, występujący na wysokościach od 1800 do 3200 m n.p.m. Zamieszkuje różnorodne środowiska: tereny trawiaste, lasy liściaste, szpilkowe i bambusowe, oraz krzewy tajwańskiego piętra subalpejskiego. Rozmnaża się przez cały rok, najintensywniej na przełomie kwietnia i maja oraz września i października. W miocie rodzi się od dwóch do sześciu młodych.

## Populacja
Myszarka tajwańska występuje na dużym obszarze, gatunek nie jest zagrożony. Żyje w parku narodowym Yu Shan, gdzie na przełomie lat 80. i 90. XX wieku był bardzo pospolity; myszarka tajwańska może występować także w innych obszarach chronionych. Jest uznawana za gatunek najmniejszej troski.